# Idriss Carlos Kameni
Idriss Carlos Kameni (* 18. únor 1984) je kamerunský profesionální fotbalový brankář, který hraje za Fenerbahçe SK. Ve dresu Espanyolu a Málagy odchytal celkem 24 zápasů proti Barceloně, 8× udržel čisté konto.

## Klubová kariéra
Kameni začal profesionální kariéru v Le Havre AC, ve Francii. Od roku 2004 do roku 2011 strávil sedm sezón v Espanyolu Barcelona, kde byl první volbou do brány.

### Málaga
Kameni strávil v Málaze 6 sezón. Zpočátku byl dvojkou za Willym Cabalerrem, od sezóny 2014/15 se stal gólmanem číslo jedna. Jeho výkony pomohly ke zprvu 9., 8. a nakonec 11. místu.

### Fenerbahçe
V létě 2017 se vydal do tureckého klubu Fenerbahçe.
V ročníku 2017/18 se však přes brankáře a kapitána Volkana Demirela do branky neprosadil. Za sezónu odchytal 16 zápasů, z toho 9 v lize. I pro sezónu 2018/19 byl pouze brankářskou dvojkou.

## Reprezentační kariéra
Svůj debut si odbyl 25. května 2001. Zúčastnil se dvou MS ve fotbale, v roce 2002 a v roce 2010. V pěti případech se účastnil Afrického poháru národů.